# Vincent Price
Vincent Leonard Price II (født 27. maj 1911, død 25. oktober 1993) var en amerikansk skuespiller.
Kendt for sin karakteristiske stemme, markante udseende og vekselvis blide, ondskabsfulde og galgenhumoristiske fremtræden i en række gyserfilm, der især dominerede den sidste del af hans karriere, hvor han opnåede at blive et af horrorgenrens koryfæer på linje med Christopher Lee og Peter Cushing.
Hans stemme kan bl.a. opleves i Tim Burtons kortfilm Vincent (1982), om en lille dreng, der vil være ligesom Vincent Price, og i Michael Jacksons pophit Thriller (1983), hvor han fremsiger et digt i slutningen af sangen.
Uden for skuespilfaget var Vincent Price en anerkendt kok og kunstsamler.

## Selektiv filmografi
- The Private Lives of Elizabeth and Essex (1939)
- The Song of Bernadette (1943)
- Laura (1944)
- Leave Her to Heaven (1945)
- Bud Abbott Lou Costello Meet Frankenstein (1948)
- The Three Musketeers (1948)
- House of Wax (1953)
- De ti bud (1956)
- Fluen (originaltitel: The Fly) (1958)
- The Tingler (1959)
- House on Haunted Hill (1959)
- House of Usher (1960)
- Pit and the Pendulum (1961)
- Tales of Terror (1962)
- The Raven (1963)
- The Haunted Palace (1963)
- The Tomb of Ligeia (1964)
- The Last Man on Earth (1964)
- The Masque of the Red Death (1964)
- Histoires extraordinaires (1968)
- Witchfinder General (1968)
- The Abominable Dr. Phibes (1971)
- Dr. Phibes Rises Again (1972)
- Theater of Blood (1973)
- Vincent (1982)
- The Great Mouse Detective (1986)
- The Whales of August (1987)
- Dead Heat (1988)
- Catchfire (1990)
- Edward Scissorhands (1990)